# George Peabody
George Peabody (18. februar 1795 – 4. november 1869) var en amerikansk forretningsmand og filantrop, der grundlagde flere virksomheder og finansierede undersvisningsinstitutioner i USA og socialt boligbyggeri i London.

## Opvækst og karriere i USA
Peabody blev født i byen South Danvers i staten Massachusetts. (Byen skiftede i 1868 navn til Peabody, til ære for ham). Hans familie havde tilknytning til den puritanske bevægelse i området. Peabody blev født på Washington Street 205, og hans fødested er nu omdannet til museum, the George Peabody House Museum, der skal bevare mindet om hans liv og gerning.
Peabody blev ansat som kontorelev i det firma, som handelsmanden Elisha Riggs havde grundlagt, og som fortrinsvist handlede med tekstiler ("dry goods"). Som 17-årig meldte han sig 1812 som frivillig i USA's krig mod England, og hans chef gjorde tilsvarende tjeneste som officer.
Riggs firma var startet i Georgetown-bydelen i Washington, DC, og i 1815 blev Peabody partner i firmaet, som skiftede navn til Riggs & Peabody. Året efter flyttede firmaet til Baltimore, hvor Peabody boede de næste 20 år.
I 1827 besøgte Peabody for første gang England, blandt andet for at opkøbe tekstiler og for at sælge bomuld til nogle af de mange tekstilvirksomheder i Lancashire, der forarbejdede bomuld. Besøget førte til, at der blev åbnet en afdeling af firmaet i Liverpool. I 1829 trak Riggs sig ud af partnerskabet og gik på pension, hvorefter Peabody førte det videre under eget navn.

## Karriere i England
I 1835 flyttede Peabody til London, hvor han samme år grundlagde banken George Peabody and Company. Banken var især stiftet for at kunne levere kapital til de vældige investeringer, der på samme tid fandt sted i de amerikanske jernbaner. I 1854 sluttede Peabody sig sammen med bankmanden Junius Spencer Morgan, og sammen stiftede de Peabody, Morgan and Co.. Samarbejdet med Morgan fortsatte til 1864, da Peabody trak sig ud af banken, som skiftede navn til J. S. Morgan & Co. Morgans bank i London blev til Morgan Greenfell, der i 1990 blev købt af Deutsche Bank, og den amerikanske del indgår nu i JPMorgan Chase.

## Peabody som filantrop
George Peabody huskes i dag først og fremmest som den første moderne filantrop, og den måde, han organiserede sin godgørende virksomhed på, dannede senere skole for folk som Johns Hopkins, Andrew Carnegie, John D. Rockefeller og Bill Gates.
I 1850'erne påbegyndte Peabody sin filantropiske virksomhed, primært med donationer til undervisningsinstitutioner og biblioteker i sin fødeby og i Baltimore, hvor han grundlagde det kendte musikkonservatorium Peabody Institute. I 1862, da han var 67 og tæt på pensioneringen, gik han i gang med en plan om at forsyne Londons fattige håndværkere og arbejdere med billige boliger via Peabody Trust, som først fik en donation på 150.000 £, og senere fik den øget til 500.000 £. Det var svimlende beløb i datidens England, og fonden fik mulighed for at opføre hele boligkareer i London. De første boliger stod klar i februar 1864, i Commercial Street i bydelen Whitechapel. Peabody Trust eksisterer stadig, nu forkortet til Peabody, og den råder over 17.500 almennyttige boliger i London.
Som anerkendelse for sin indsats for Londons indbyggere blev Peabody som den første amerikaner udnævnt til æresborger ("Freeman") i London, en ære som senere kun er blevet en enkelt amerikaner (Dwight D. Eisenhower) til del. Kort før Peabodys død i 1869 blev der rejst en statue af ham tæt ved Royal Exchange i London.
Kort efter at den amerikanske borgerkrig var sluttet, oprettede han i 1867 the Peabody Education Fund til "fremme af den intellektuelle, moralske og erhvervsmæssige udvikling af nødlidende børn fra Sydstaterne." Den 16. marts 1867 fik han som anerkendelse for sin indsats den amerikanske kongres' guldmedalje.
Peabodys indsats som filantrop kan i listeform sammenfattes således:
1852 The Peabody Institute (nu the Peabody Institute Library Arkiveret 16. august 2007 hos  Wayback Machine), i fødebyen Peabody, Massachusetts.
1856 The Peabody Institute, Danvers, Mass (nu the Peabody Institute Library of Danvers Arkiveret 6. januar 2008 hos  Wayback Machine).
1857 The Peabody Institute (nu Peabody Institute of Johns Hopkins University, Baltimore.
1862 The Peabody Donation Fund, nu Peabody, London.
1866 The Peabody Museum of Archaeology and Ethnology, Harvard University
1866 The Peabody Museum of Natural History, Yale University.
1866 The Georgetown Peabody Library, offentligt bibliotek i Georgetown, Massachusetts
1866 The Peabody Library, offentligt bibliotek i Thetford, Vermont
1867 The Peabody Essex Museum, Salem, Massachusetts.
1867 The Peabody Institute, Georgetown, District of Columbia (nu the Peabody Room, Georgetown Branch, DC Public Library).
1867 The Peabody Education Fund
1875 George Peabody College for Teachers, nu the Peabody College of Vanderbilt University, Nashville, Tennessee. Oprettet med midler fra the Peabody Education Fund.

## To begravelser og et panserskib
George Peabody forblev livet igennem ugift, og han døde i London den 4. november 1869, 74 år gammel. Domprovsten ved Westminster Abbey, Arthur Penrhyn Stanley, fik dronning Victorias tilladelse til, at Peabody kunne få en foreløbig begravelse i kirken, for af hans testamente fremgik det, at han ønskede at blive bisat nær sin fødeby i USA. Kisten ankom til USA i januar 1870, og Peabody fik også en statelig begravelse i sit hjemland. Begge begravelser var store begivenheder med mange deltagere, og de fik fyldig omtale i medierne.
Hjemtransporten af Peabodys kiste har sin helt egen historie: Umiddelbart efter Peabodys død modtog den britiske handelsminister John Bright et anonymt telegram, hvori der stod: "Den første og bedste opgave for Monarch vil være at bringe Peabody hjem". HMS Monarch var det nyeste britiske panserskib. Det blev bygget på et tidspunkt, hvor der i USA stadig var udbredt misfornøjelse med Storbritannien, fordi landet under den amerikanske borgerkrig havde drevet omfattende handel med Konføderationen. USA havde efter borgerkrigen reduceret sin flåde til et minimum, og da Monarch blev søsat i 1868, havde de amerikanske aviser skabt en del opstandelse ved at beskrive, hvordan skibet ville være i stand til at sejle tværs over Atlanten og bombardere de amerikanske byer efter forgodtbefindende – hvilket absolut var muligt i teorien. Den britiske premierminister Gladstone greb denne mulighed for at rette op på forholdet mellem landene, og Monarch blev sendt til USA med Peabodys kiste. Flere år senere indrømmede Andrew Carnegie over for John Bright, at det var ham, der havde sendt telegrammet. Fordi han i 1869 havde været relativt ung og ukendt, havde Carnegie valgt at sende telegrammet anonymt.

## Navnefælle
George Peabody må ikke forveksles med George Foster Peabody (1852-1938), der ligeledes beskæftigede sig med bankvæsen og filantropi. Det er denne Peabody, der har lagt navn til the Peabody Awards, som er en prestigefyldt udmærkelse, der siden 1941 er uddelt til radio- og TV-programmer i USA.
- Wikimedia Commons har flere filer relateret til George Peabody